# Els fills del vent
Els fills del vent (títol original en francès: Les Fils du Vent) és la segona pel·lícula dels Yamakasis, dirigida per Julien Seri i estrenada l'any 2004. Ha estat doblada al català.
És una semicontinuació del film Yamakasi, però no una continuació pròpiament dita, perquè tot i que es troben els mateixos actors principals, els seus personatges tenen noms diferents i no es fa cap referència als esdeveniments del primer film.

## Història
Joves atletes francesos anomenats els Yamakasi i que practiquen l'art del desplaçament van a Bangkok. Allà coneixen les hienes, esportistes xinesos que han posat les seves competències al servei d'un grup de yakuza sense escrúpols, i Tsu, una jove xinesa tan bonica com talentosa, que no és altra que la germana del cap de les Hienes.
Després del rapte d'aquesta i d'un dels seus, els francesos hauran d'aventurar-se als perills de la seva vida al cor del territori enemic.

## Repartiment
- Kien: Châu Belle Dinh
- Logan: Charles Perrière
- Yaguy: Guylain No Guba Boyeke
- Léo: Laurent Piemontesi
- Kenjee: Malik Diouf
- Williams: Williams Belle
- Lucas: Yann Hnautra
- Tsu: Élodie Yung
- Kitano: Santi Sudaros
- Wong: Burt Kwouk